# Cicadomorfs
Els cicadomorfs (Cicadomorpha, gr. "amb forma de cigala") són un infraordre d'hemípters auquenorincs que conté les cigales (cicadidae) i altres grups afins. N'hi ha unes 5.000 espècies descrites a tot el món. Els cicadomorfs s'inclouen dins el subordre Auchenorrhyncha; alguns especialistes fan servir el nom de Clypeorrhyncha substituint el de Cicadomorpha.
Molts cicadomorfs produeixen sons audibles com a forma de comunicació. La majoria tenen una cambra filtradora que els ajuda a treure l'excés d'aigua de la sava del xilema i del floema del qual s'alimenten.